# Microtatorchis torrtcellensis
Microtatorchis torrtcellensis är en orkidéart som beskrevs av Rudolf Schlechter. Microtatorchis torrtcellensis ingår i släktet Microtatorchis och familjen orkidéer. Inga underarter finns listade i Catalogue of Life.